# 近江神宮
近江神宮（おうみじんぐう）は、滋賀県大津市神宮町にある神社。旧社格は官幣大社。現在は神社本庁の別表神社で勅祭社でもある。

## 歴史
当地は、667年（天智天皇6年）に同天皇が飛鳥から遷都した近江大津宮の所在地と推定されている。1908年（明治41年）の大津市制施行10周年を契機として、天智天皇をゆかりの地である大津宮跡に祀ろうという運動が起こり、1938年（昭和13年）に昭和天皇の勅旨によって官幣大社「近江神宮」の創建が決定、直ちに社殿の造営が始められ、1940年（昭和15年）11月7日に鎮座した。
太平洋戦争後の1945年（昭和20年）12月15日、戦後復興を祭神（天智天皇）に祈願した昭和天皇の勅旨により、同神宮は勅祭社に治定された。1948年（昭和23年）に神社本庁の別表神社に加列されている。
例祭は大津宮に遷都された記念日の4月20日に勅使が参向して行われる。このほか主な祭典として、6月10日（時の記念日）の漏刻祭、7月7日（年により5日）の燃水祭、11月7日の御鎮座記念祭、12月1日（年により12月2日）の初穂講大祭、1月前半の日曜日のかるた祭（かるた開きの儀）などが行われる。また、日本古式弓馬術協会による武田流鎌倉派流鏑馬神事が11月3日に行われていたが、2015年（平成27年）から6月第1日曜日に変更された。
日本で初めて水時計（漏刻）を設置した天智天皇を祀る神社として、1941年（昭和16年）の時の記念日（6月10日）に第1回漏刻祭が開催され例年行事となった。境内には各地の時計業者が寄進した日時計や漏刻（レプリカ）などが設けてあり、時計館宝物館と近江時計眼鏡宝飾専門学校が境内に併設されている。

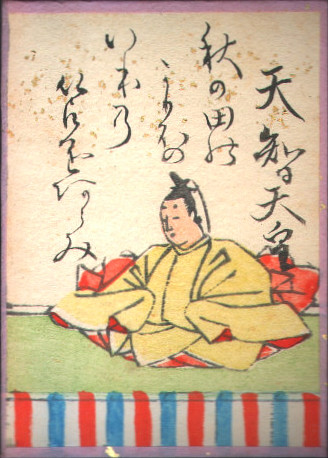
小倉百人一首　第1首目を詠んだ天智天皇

また、『小倉百人一首』の第1首目の歌を詠んだ天智天皇にちなみ、競技かるたのチャンピオンを決める名人位・クイーン位決定戦が毎年1月に行われている。このほかにも高松宮記念杯歌かるた大会・高校選手権大会などが開催されているように、百人一首・競技かるたとのかかわりが深い。競技かるたを題材にした漫画・テレビアニメ・映画『ちはやふる』の舞台ともなった。
天智天皇の百人一首の歌の歌碑も設置され、柿本人麻呂・高市黒人の万葉歌碑、弘文天皇（大友皇子）の御製漢詩碑、芭蕉句碑、保田與重郎の歌碑など多くの歌碑・句碑が作られている。
皇室との関係では、1943年（昭和18年）5月24日、昭和天皇から御神宝として御太刀一振が寄進された。また、
1975年（昭和50年）5月26日、第26回全国植樹祭のために来県した昭和天皇、香淳皇后が行幸。1994年（平成6年）10月28日、当時の天皇明仁と皇后美智子が参拝した。

## 祭神
- 主祭神 - 天智天皇（又の御名：天命開別大神（あめみことひらかすわけのおおかみ））
- 神徳：時の祖神　開運・導きの大神、文化・学芸・産業の守護神[11]

## 境内
- 本殿（登録有形文化財） - 1940年（昭和15年）建立。「近江造」と呼ばれる独特のもの。
- 内拝殿（登録有形文化財） - 1940年（昭和15年）建立。
- 外拝殿（登録有形文化財） - 1940年（昭和15年）建立。
- 内院回廊（登録有形文化財） - 1940年（昭和15年）建立。
- 北神門（登録有形文化財） - 1940年（昭和15年）建立。
- 栖松遥拝殿 - 2006年（平成18年）に移築。
- 神楽殿（登録有形文化財） - 1944年（昭和19年）建立。
- 時計館宝物館[1] - 1963年（昭和38年）築。
- 漏刻[1] - 1964年（昭和39年）、オメガ社総代理店による奉納。
- 古代火時計[1] - 1979年（昭和54年）、ロレックス社による奉納。
- 自動車清祓所（登録有形文化財） - 旧大津裁判所本館車寄。1890年（明治23年）築。1971年（昭和46年）に現在地に移築。
- 修蔵館
- 楼門
- 社務所（登録有形文化財）
- 近江勧学館[6][N 8]
- 近江時計眼鏡宝飾専門学校

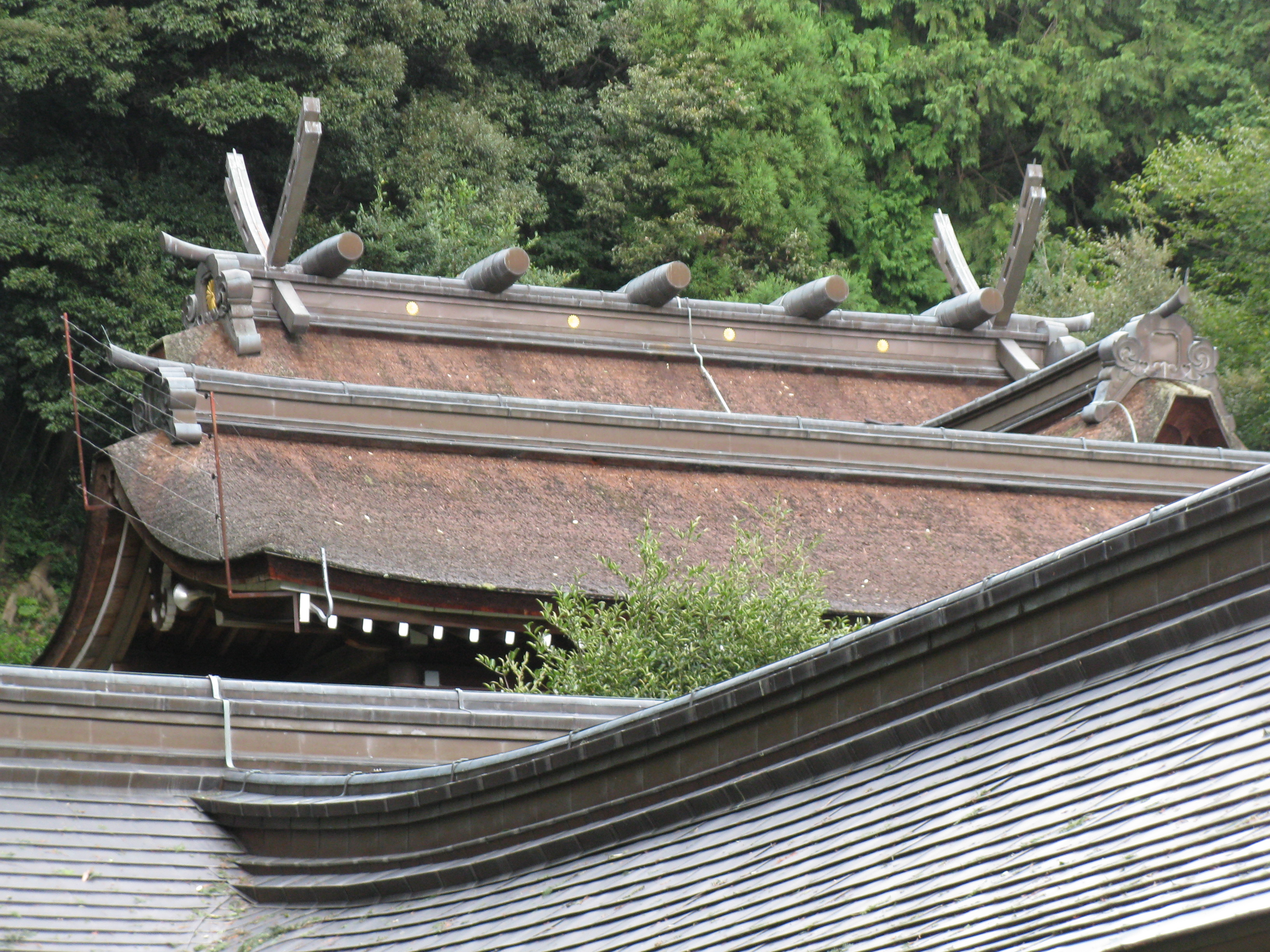
本殿
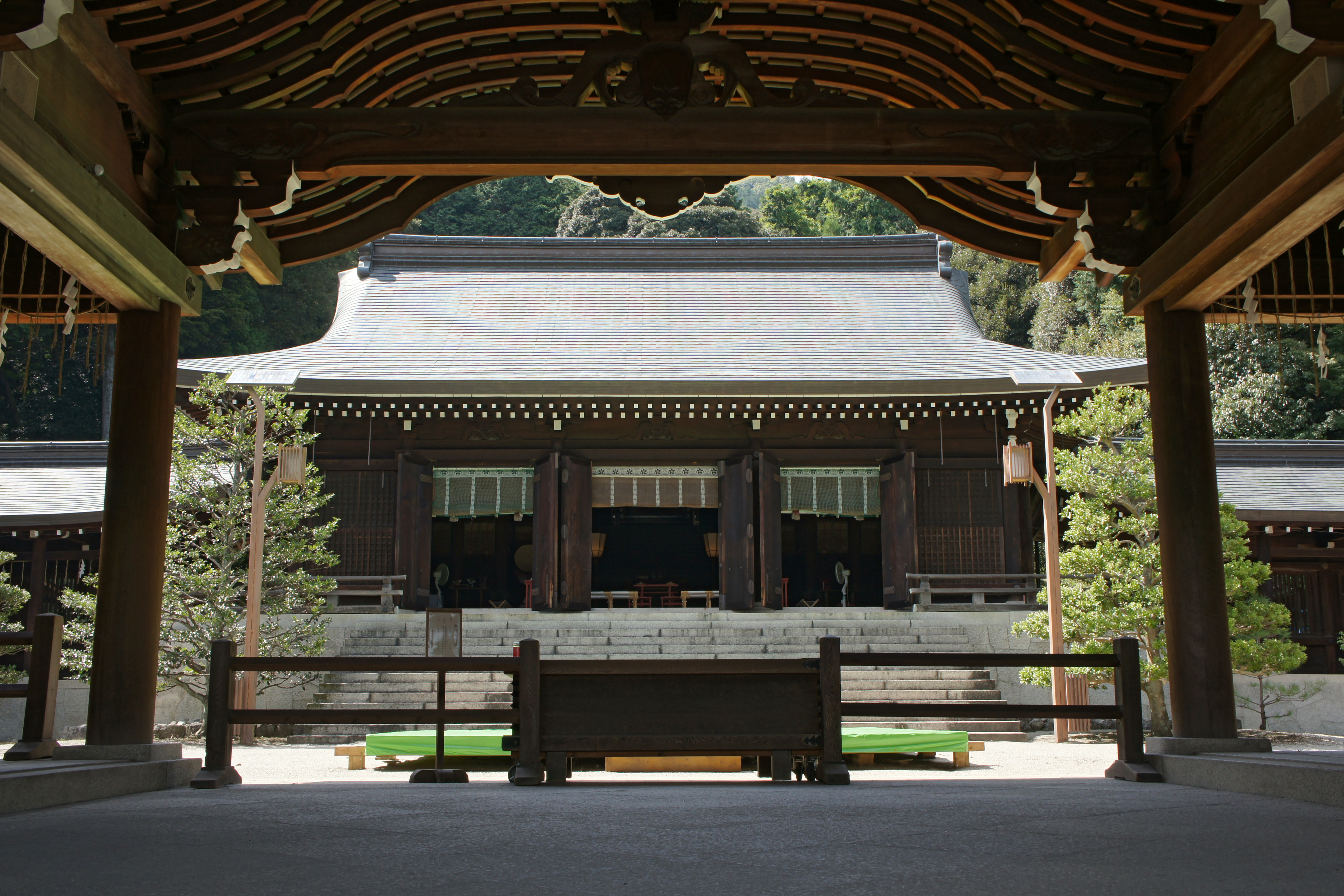
内拝殿
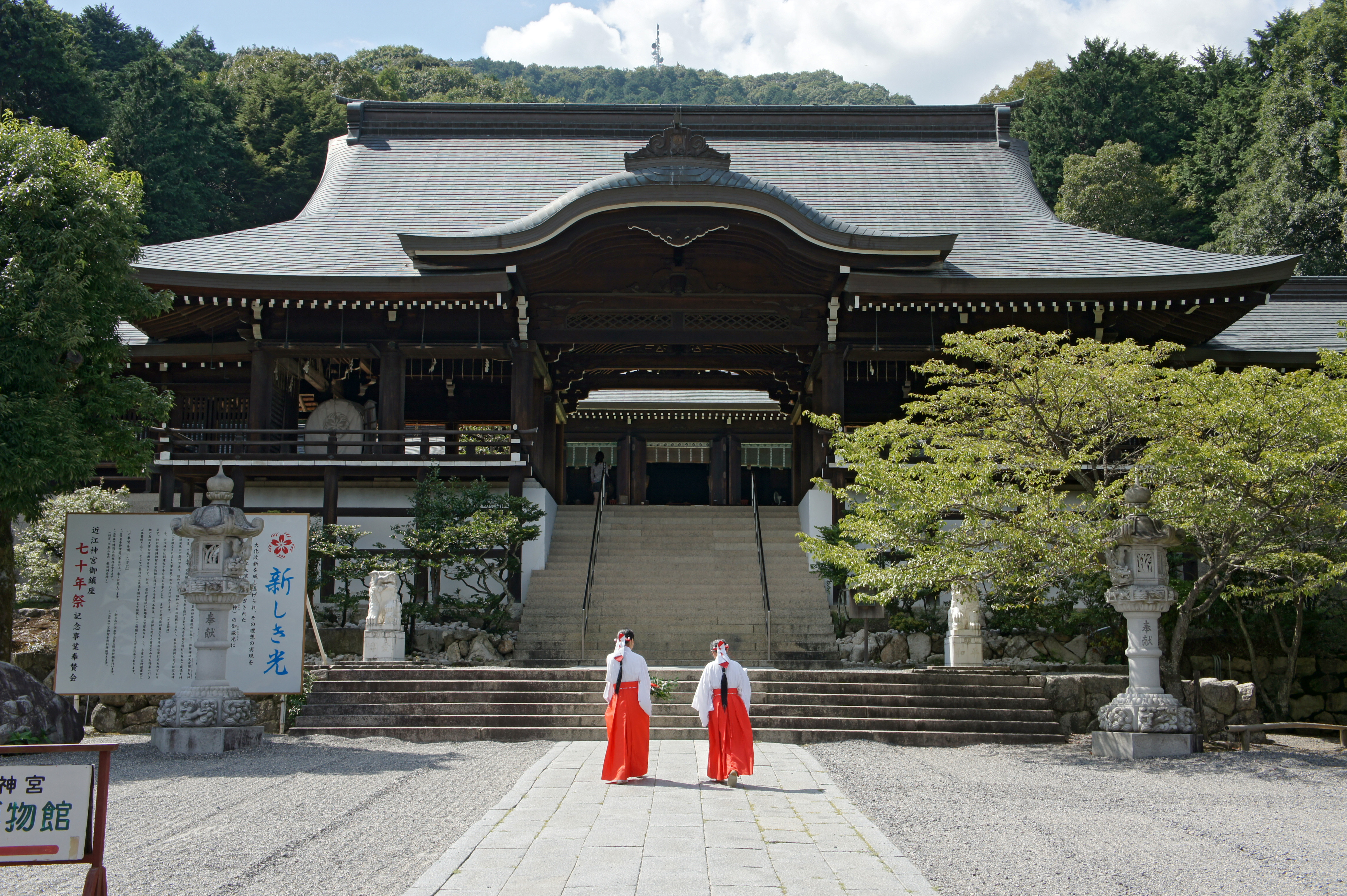
外拝殿
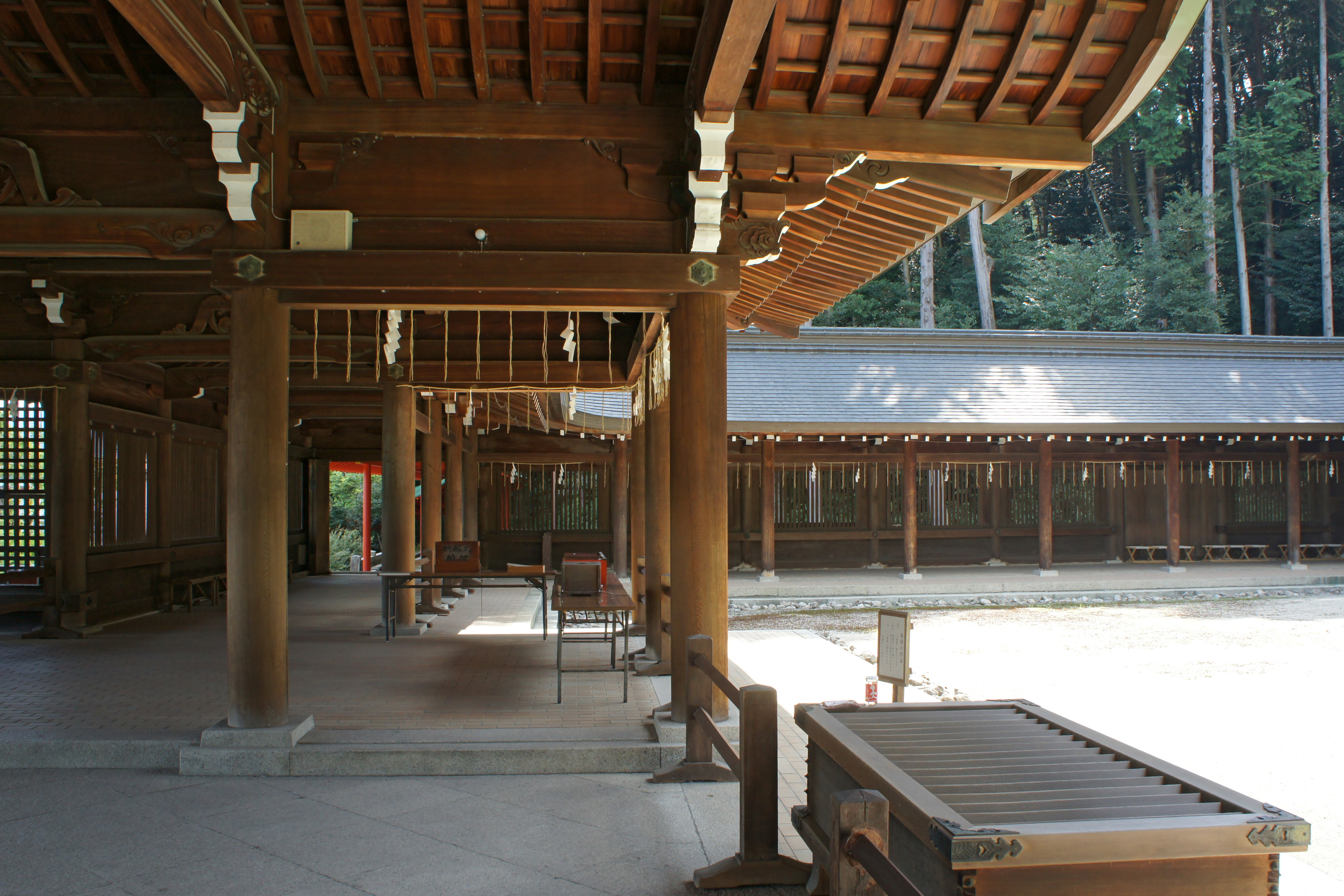
外拝殿と内院回廊
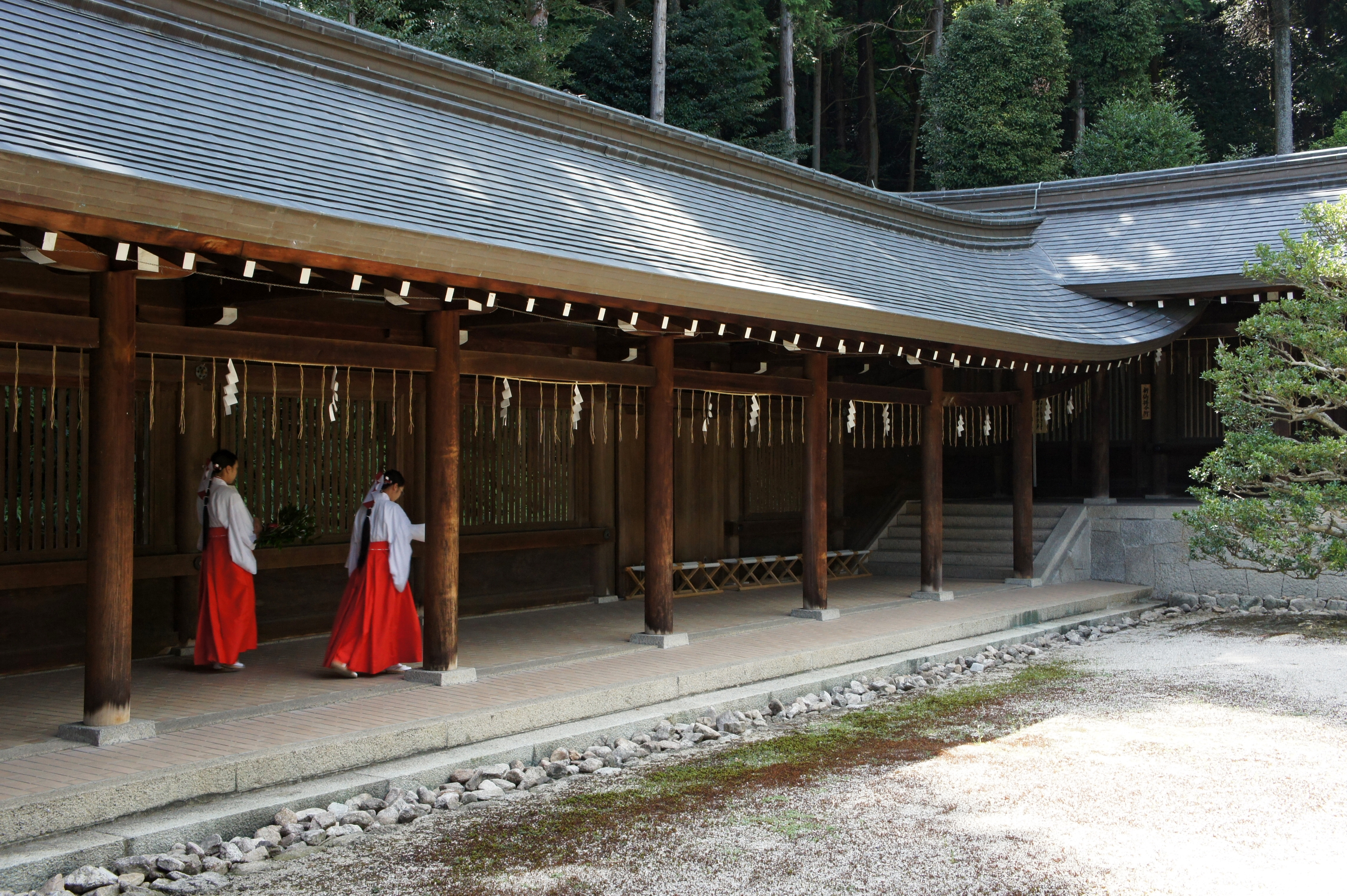
内院回廊
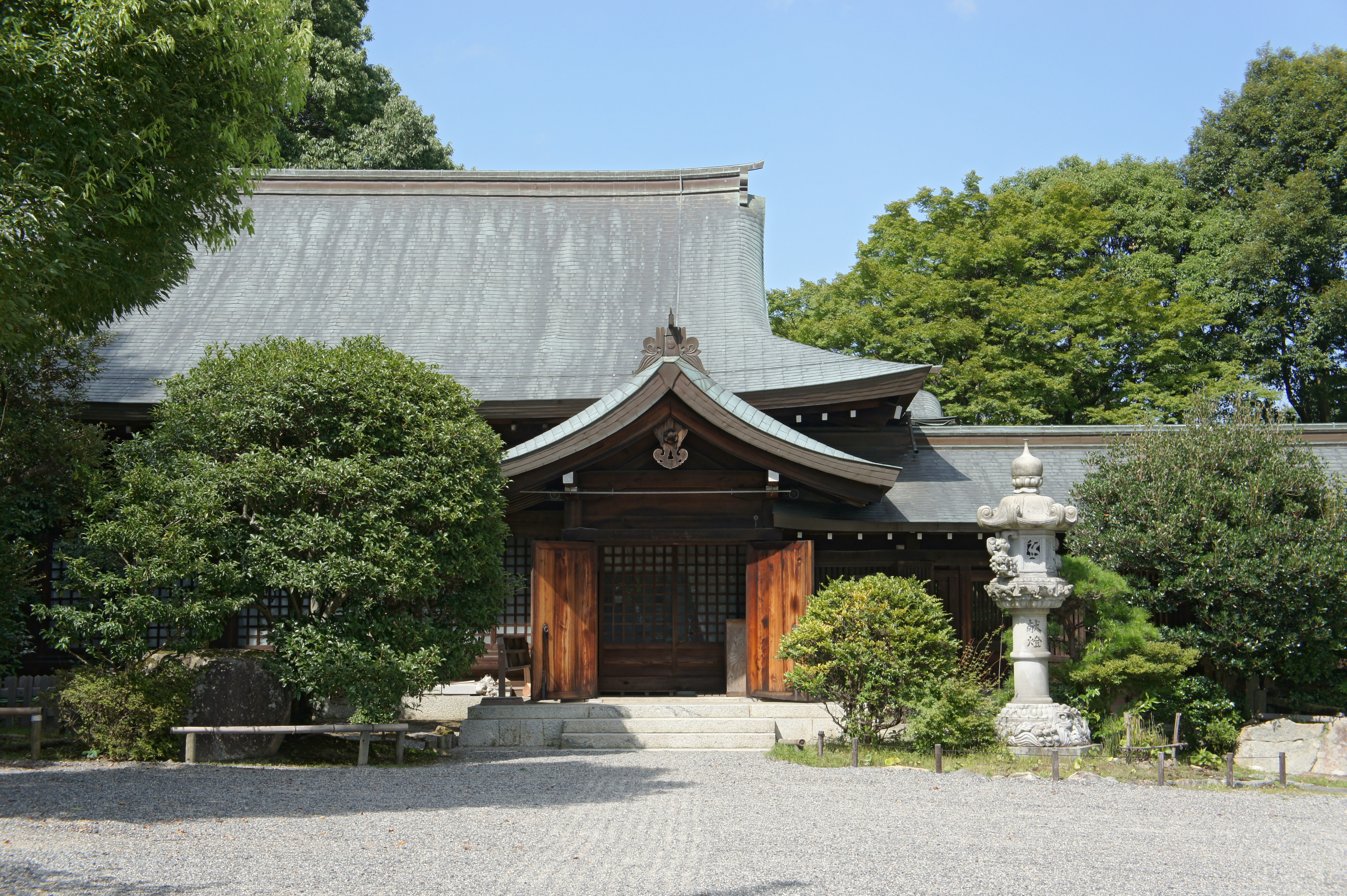
神楽殿
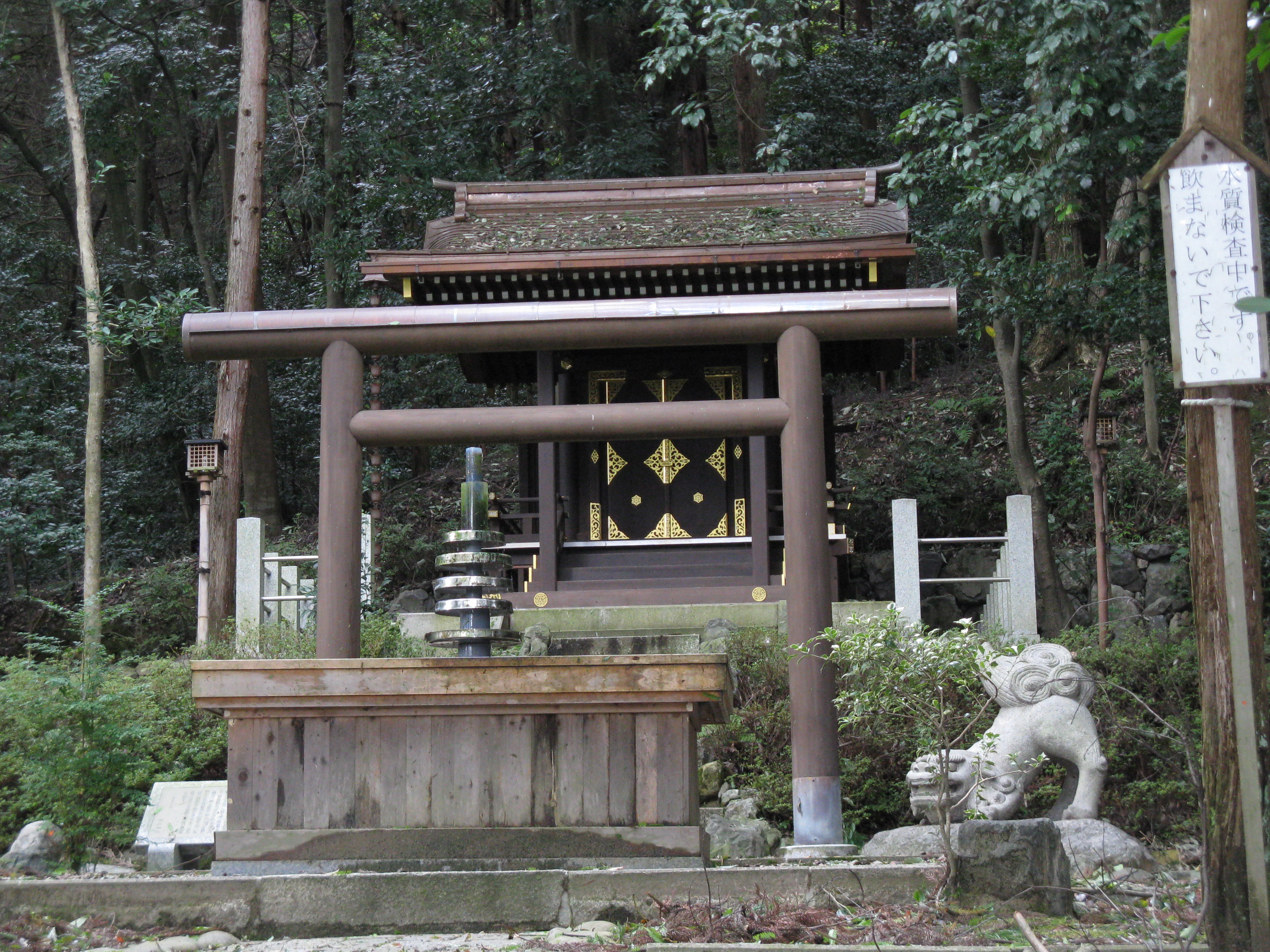
栖松遥拝殿
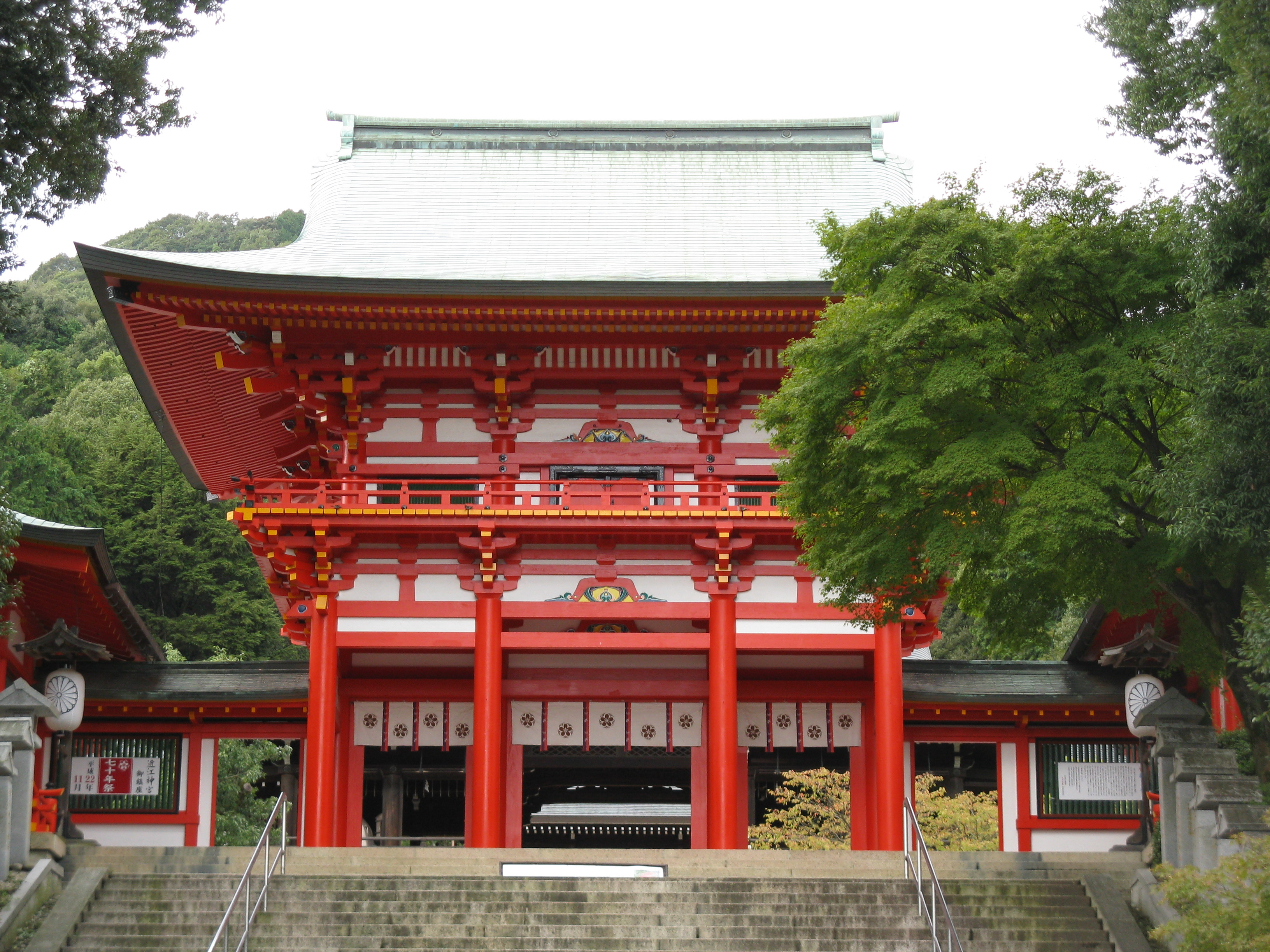
楼門
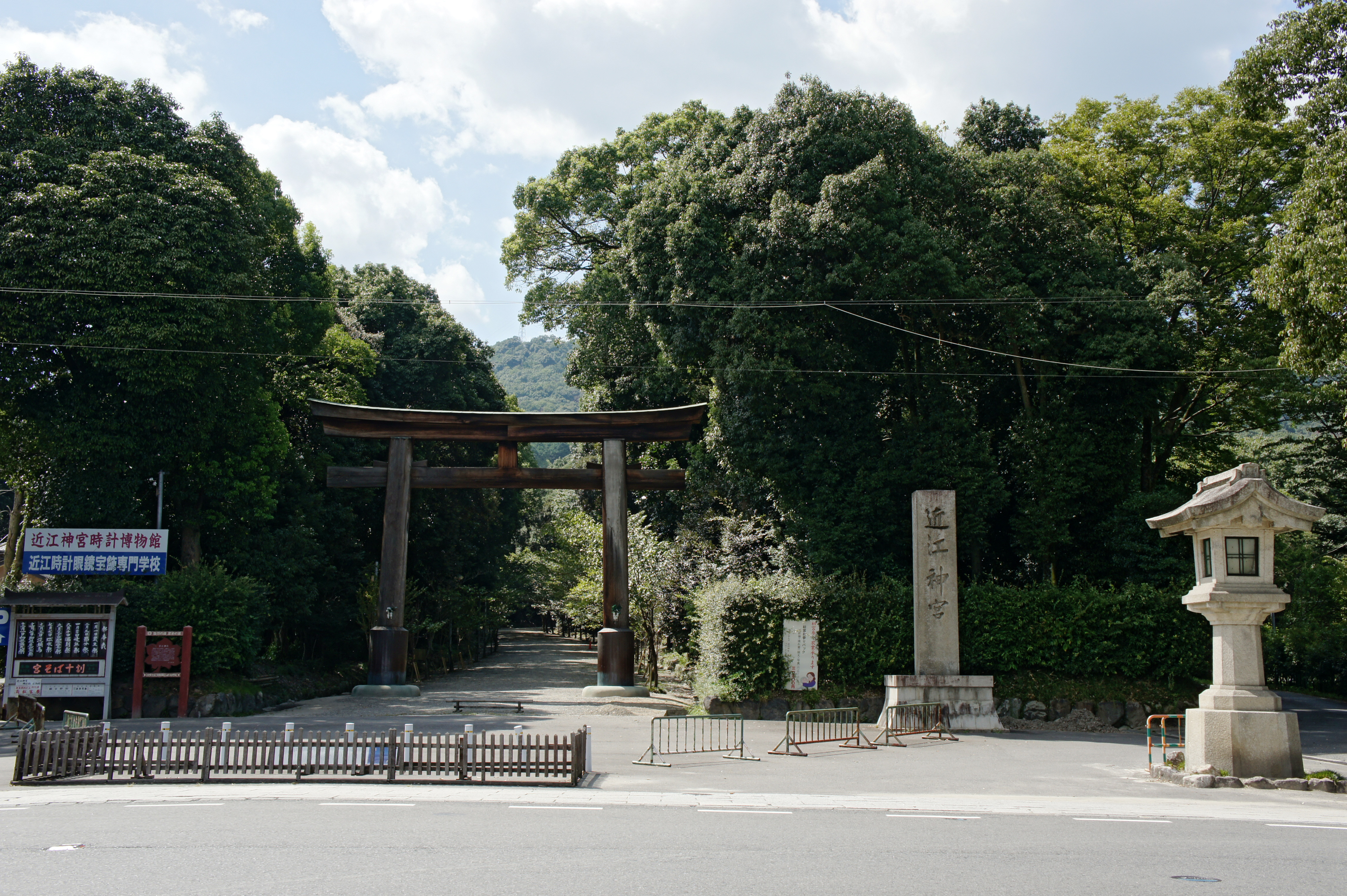
一の鳥居
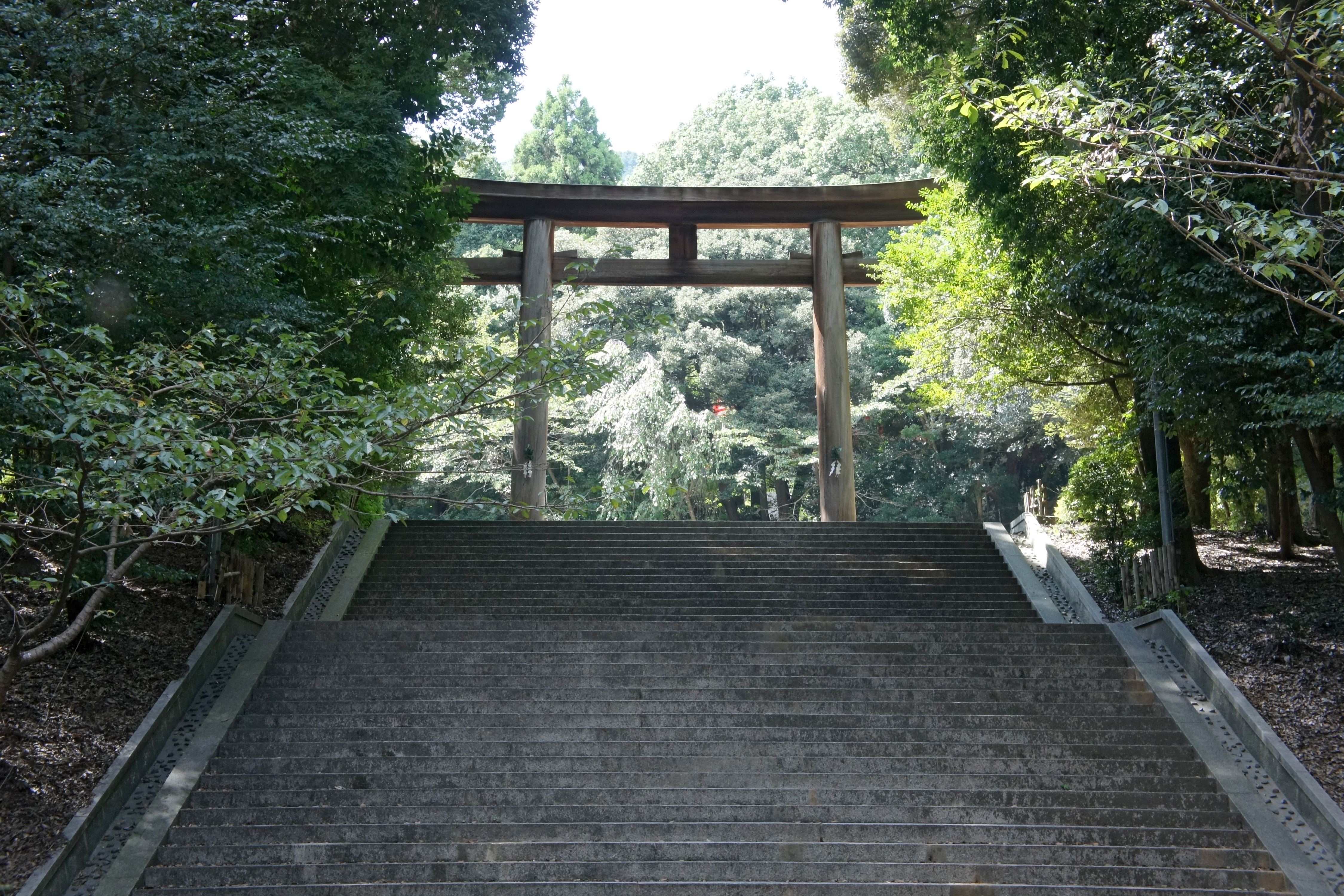
二の鳥居

## 文化財

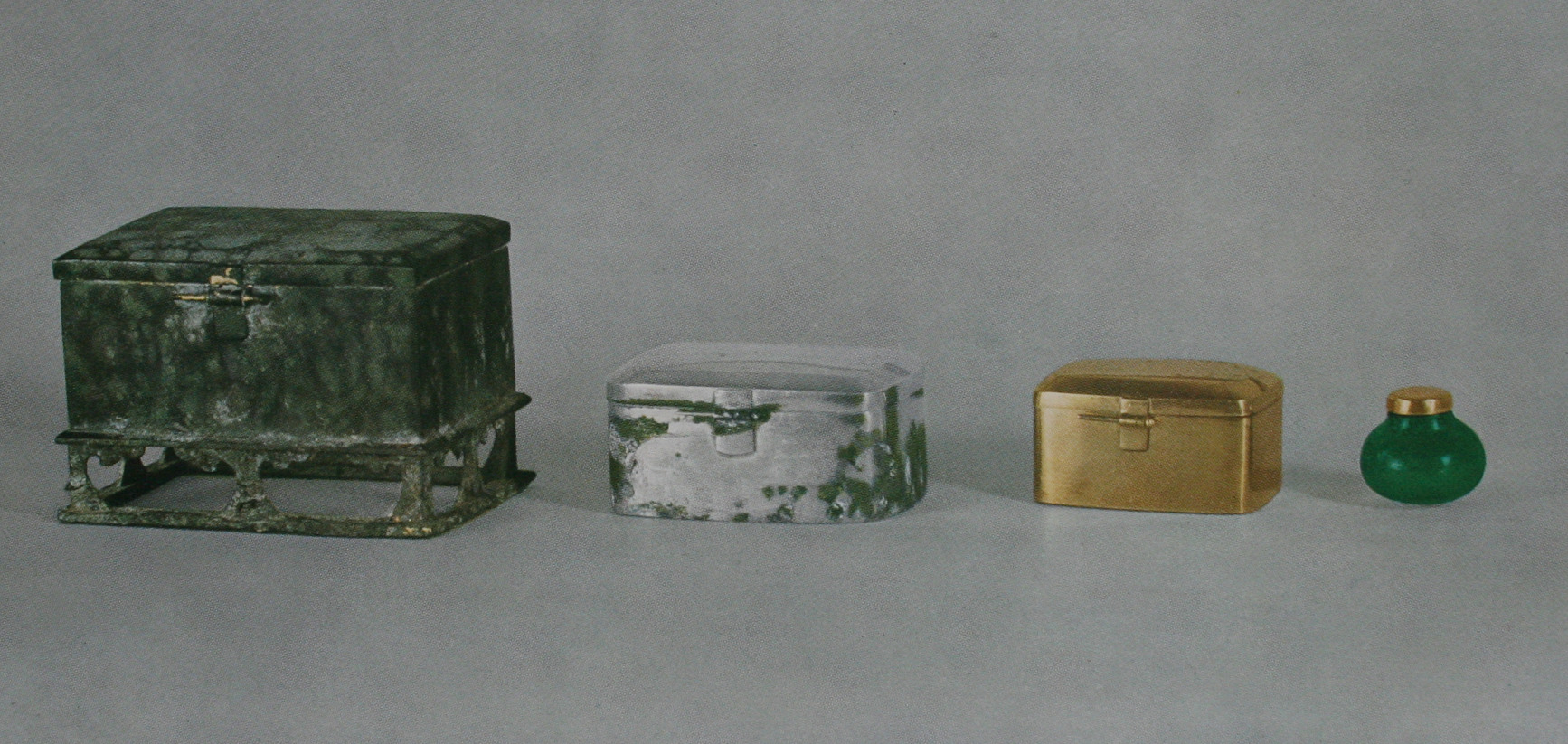
崇福寺塔心礎納置品のうち舎利容器。右から金蓋碧瑠璃壺、金製内箱、銀製中箱、金銅外箱

### 国宝
- 崇福寺塔心礎納置品[文化財 1] - 京都国立博物館に寄託。
  - 舎利 3粒
  - 舎利容器 一具[文化財 2]
    - 金蓋碧瑠璃壺 1口
    - 金製内箱 1口
    - 銀製中箱 1口
    - 金銅外箱 1口

  - 瑠璃玉 一括
  - 硬玉丸玉 3顆
  - 金銅背鉄鏡 1面
  - 無文銀銭 11枚[文化財 3]
  - 水晶粒 2顆
  - 銅鈴（残欠共） 2口
  - 金箔木片其他伴出物一切

### 重要文化財
- 白磁水注（北宋時代）大津市滋賀里町字勧学堂出土[注 1] 東京国立博物館に寄託[文化財 4]

### 登録有形文化財
- 第一鳥居[文化財 5]
- 第二鳥居[文化財 6]
- 参拝者休憩所[文化財 7]
- 手水舎[文化財 8]
- 自動車清祓所（旧大津裁判所本館車寄）[文化財 9]
- 神符授与所[文化財 10]
- 宿衛舎[文化財 11]
- 外廻廊（南部）[文化財 12]
- 外廻廊（北部）[文化財 13]
- 外拝殿[文化財 14]
- 内拝殿[文化財 15]
- 内院廻廊（南部）[文化財 16]
- 内院廻廊（北部）[文化財 17]
- 登廊[文化財 18]
- 中門[文化財 19]
- 翼廊（南部）[文化財 20]
- 翼廊（北部）[文化財 21]
- 透塀（南部）[文化財 22]
- 透塀（北部）[文化財 23]
- 渡廊[文化財 24]
- 祝詞舎[文化財 25]
- 本殿[文化財 26]
- 神庫[文化財 27]
- 後門[文化財 28]
- 北神門[文化財 29]
- 外透塀（南部）[文化財 30]
- 外透塀（北部）[文化財 31]
- 神楽殿[文化財 32]
- 神楽殿廻廊[文化財 33]
- 神饌所[文化財 34]
- 神饌所登廊[文化財 35]
- 参集所[文化財 36]
- 参集所玄関[文化財 37]
- 参集所登楼[文化財 38]
- 脇鳥居[文化財 39]
- 斎館[文化財 40]
- 斎館玄関[文化財 41]
- 勅使玄関[文化財 42]
- 社務所1[文化財 43]
- 社務所2[文化財 44]

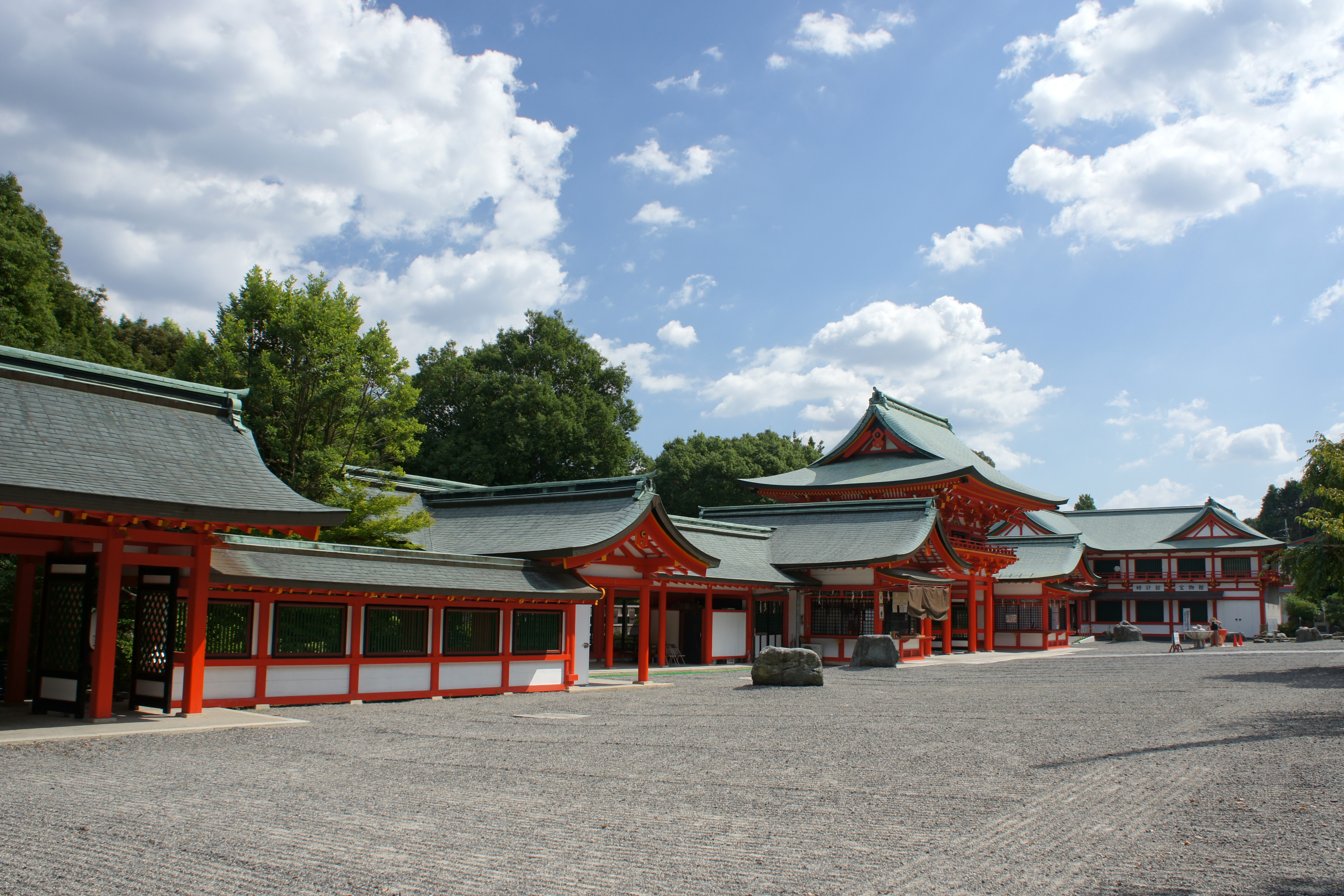
手前から北神門、外透塀、外廻廊、神符授与所、楼門

本殿など大部分の建物は1940年（昭和15年）、神楽殿を中心とする第二期工事部分は1944年（昭和19年）の建築である。自動車清祓所（旧大津裁判所本館車寄）は1890年（明治23年）の建築で、1971年（昭和46年）に移築された。

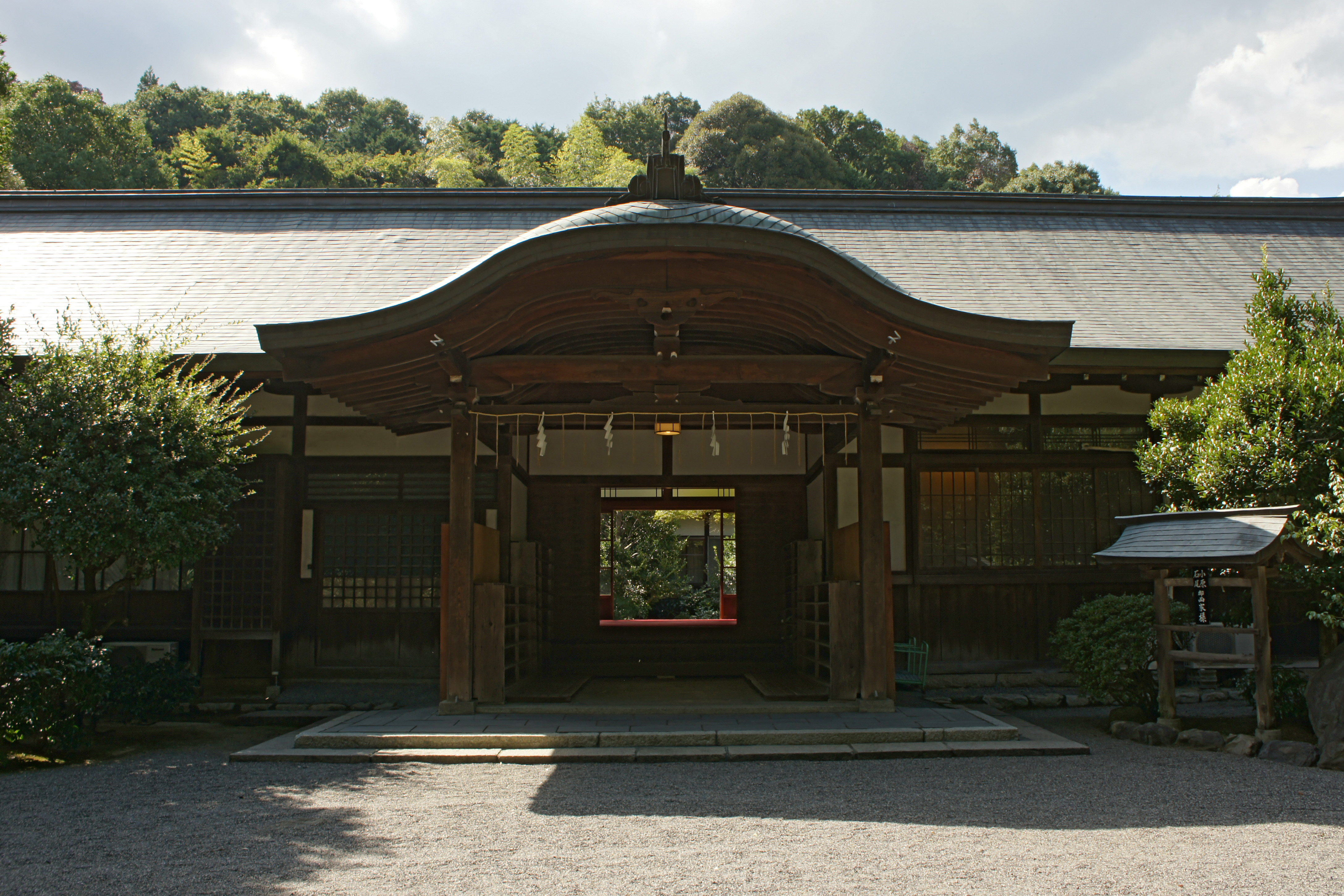
社務所I
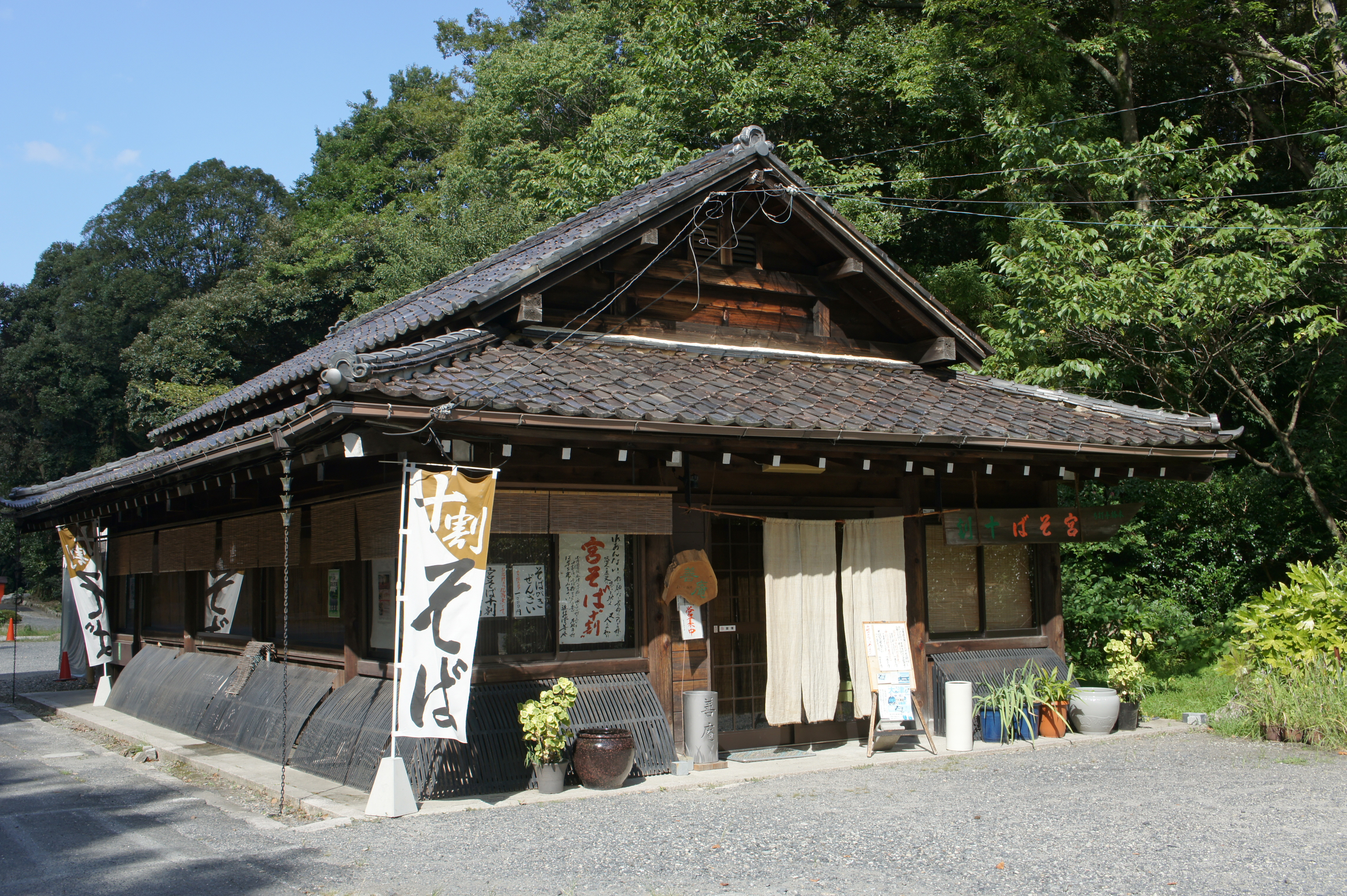
参拝者休憩所
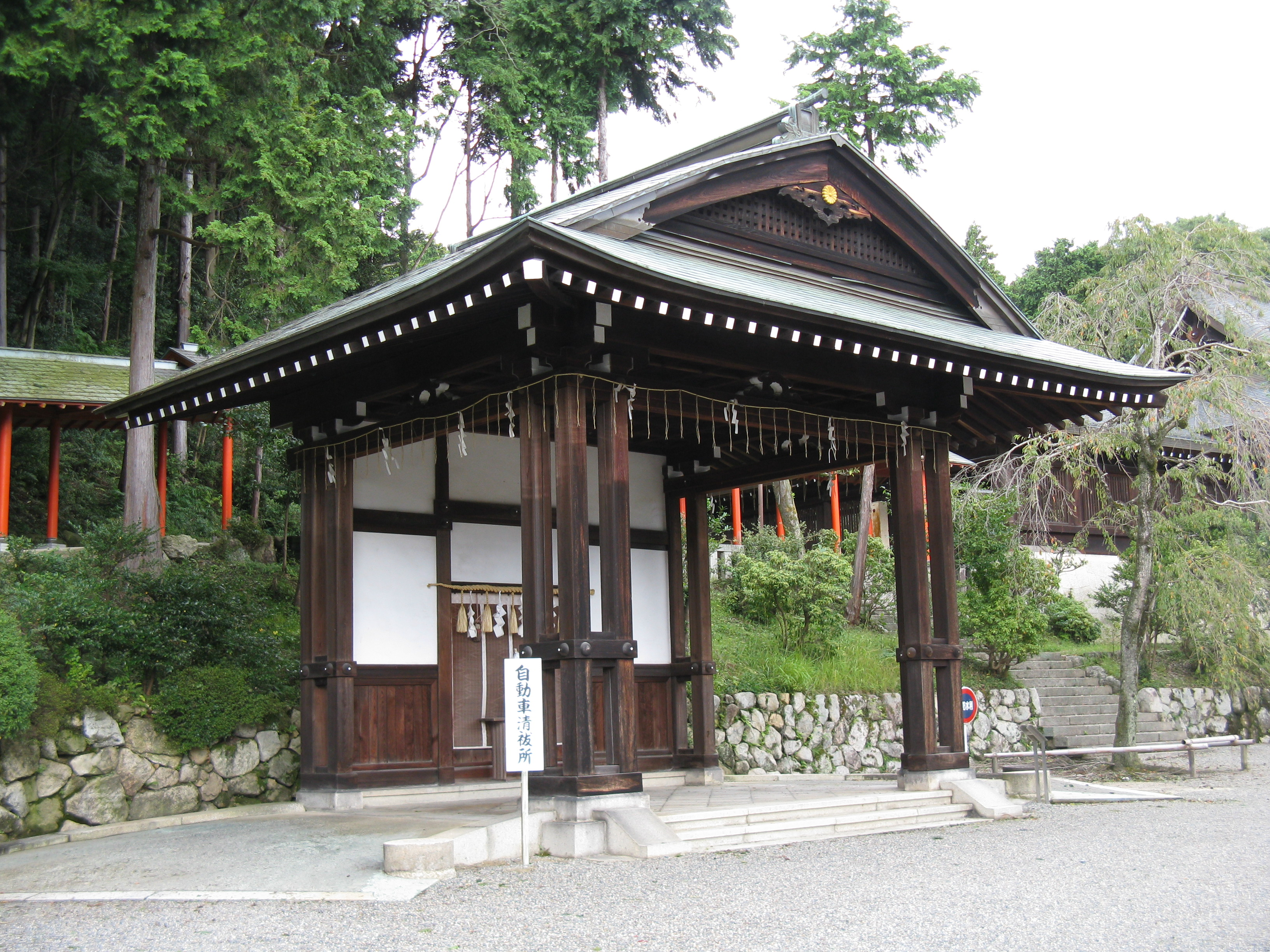
自動車清祓所
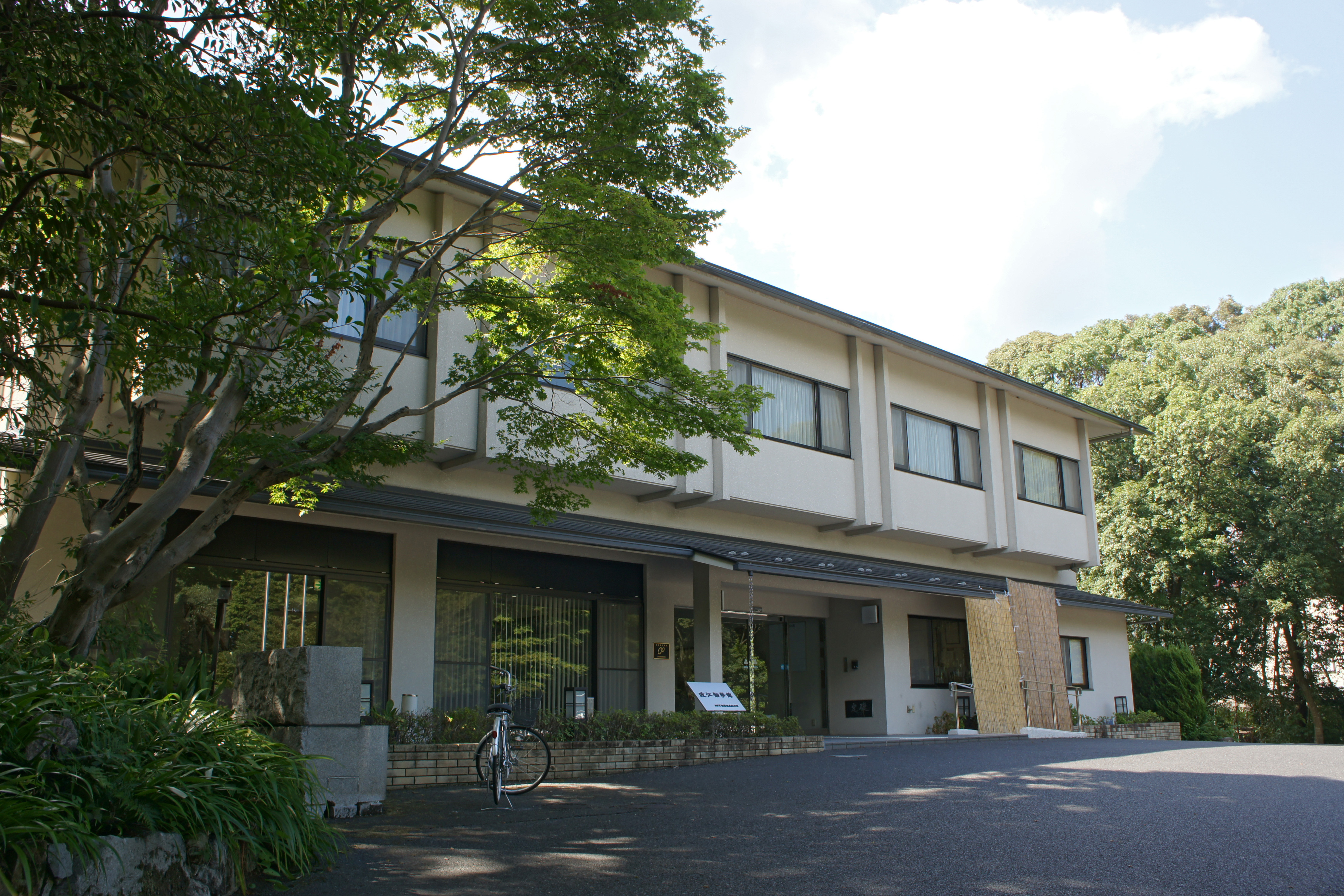
近江勧学館

## 時計館宝物館
世界の時計約2300点を集めた時計をテーマとする博物館。天智天皇が日本で初めての時計である漏刻を設置した経緯から、1963年（昭和38年）に時計歴史館として設立された。その後、時計博物館の名称も用いられたが、2010年（平成22年）に時計館宝物館として改装した。スイスのオメガから寄贈された日本最古の時計である漏刻の復元模型やロレックス社より寄贈された中国で使われていた火時計の復元模型、および日時計が屋外に展示されている。1階の時計館展示室には各種の和時計や日本最古級の懐中時計など、貴重な実物の時計を展示している。2階の宝物館展示室には、近江神宮の歴史に関する資料などのほか、重要文化財に指定される曾我蕭白「紙本墨画淡彩楼閣山水図」（高精度複製品 現物は琵琶湖文化館に寄託）をはじめ奉納された絵画や陶芸品などを展示する。
- 開館時間：9時30分から16時30分（入館は有料）[6]
- 休館日：月曜日休館（祝休日の場合は開館 振替日はなし）

時計館宝物館
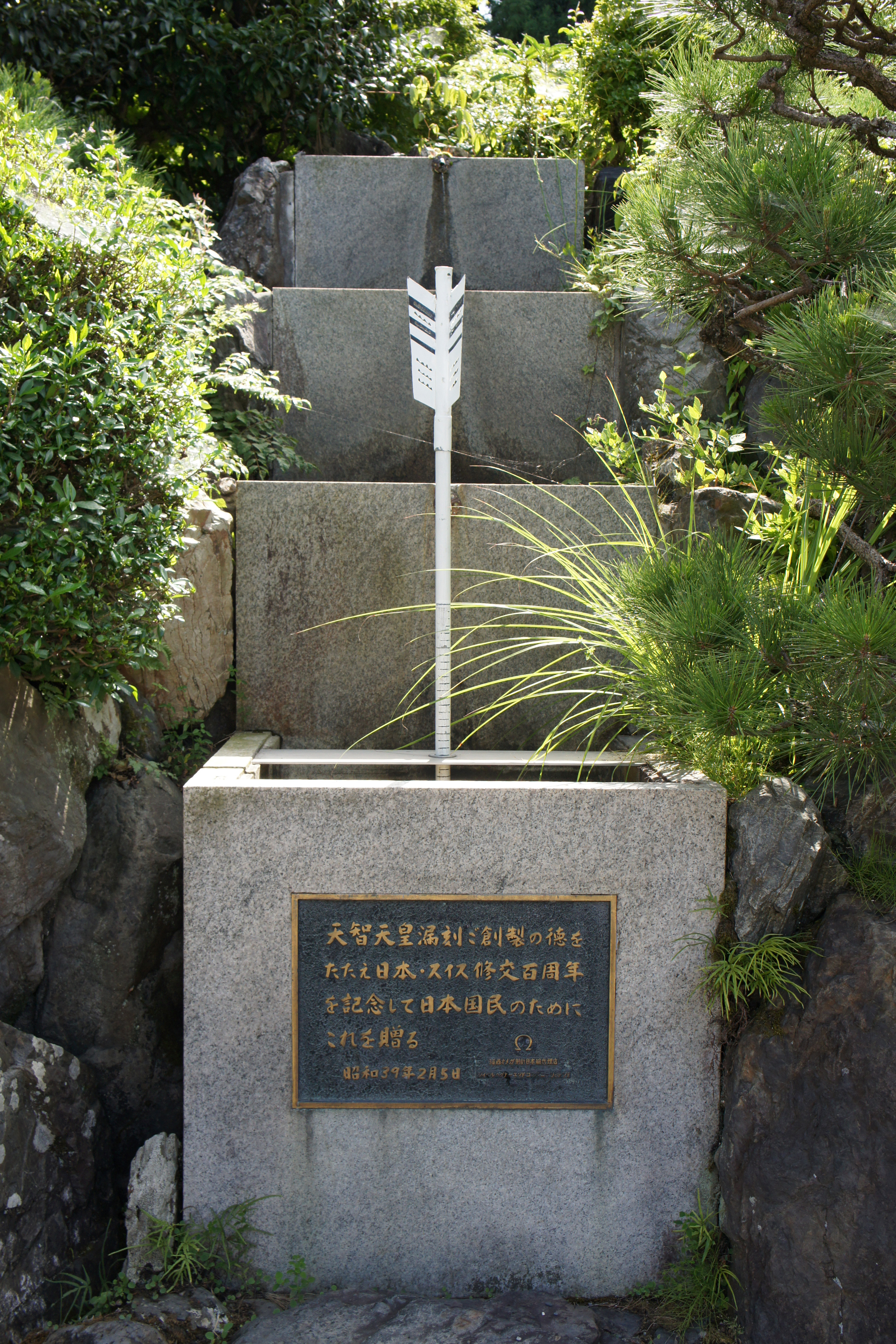
漏刻
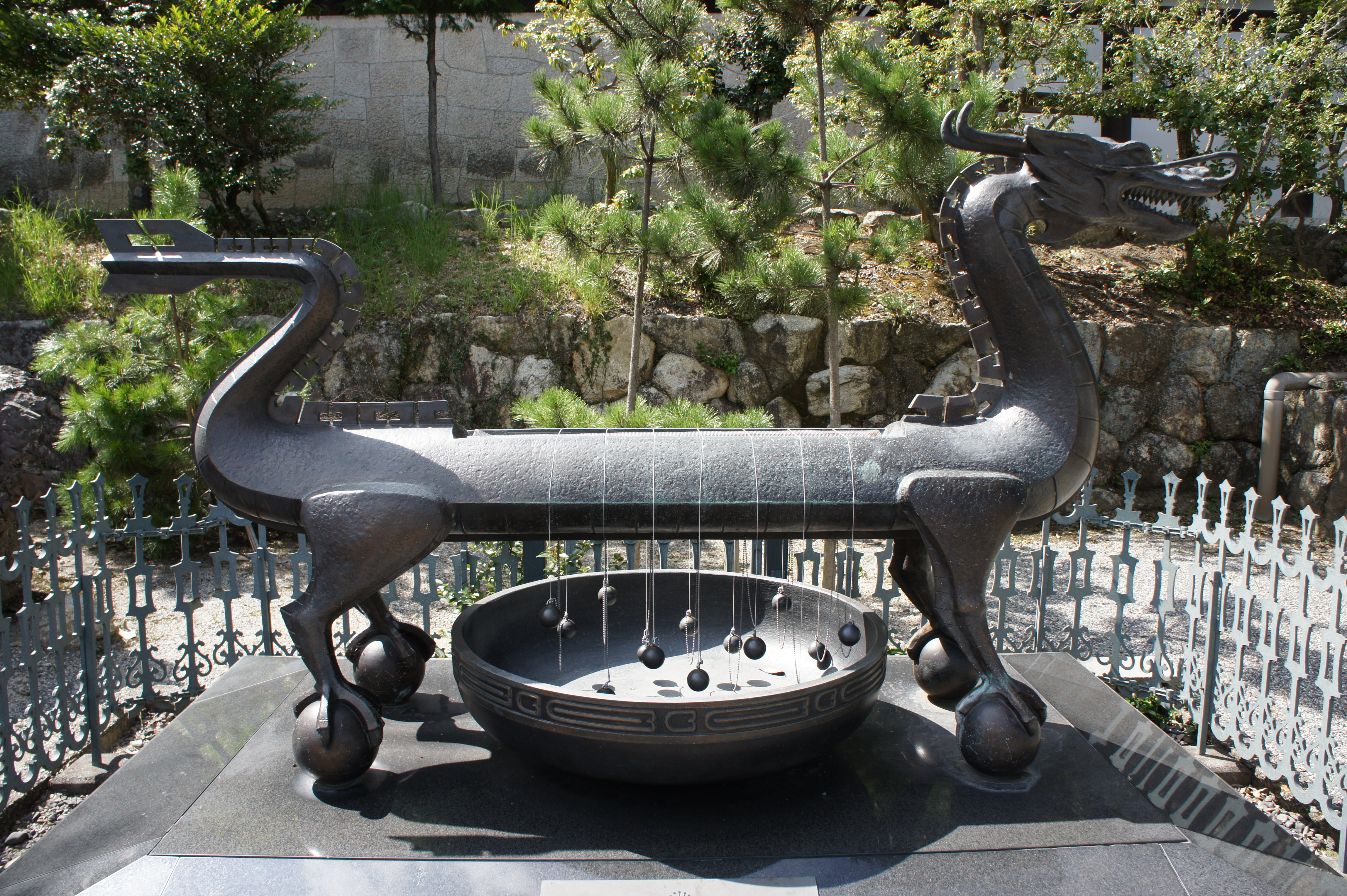
古代火時計
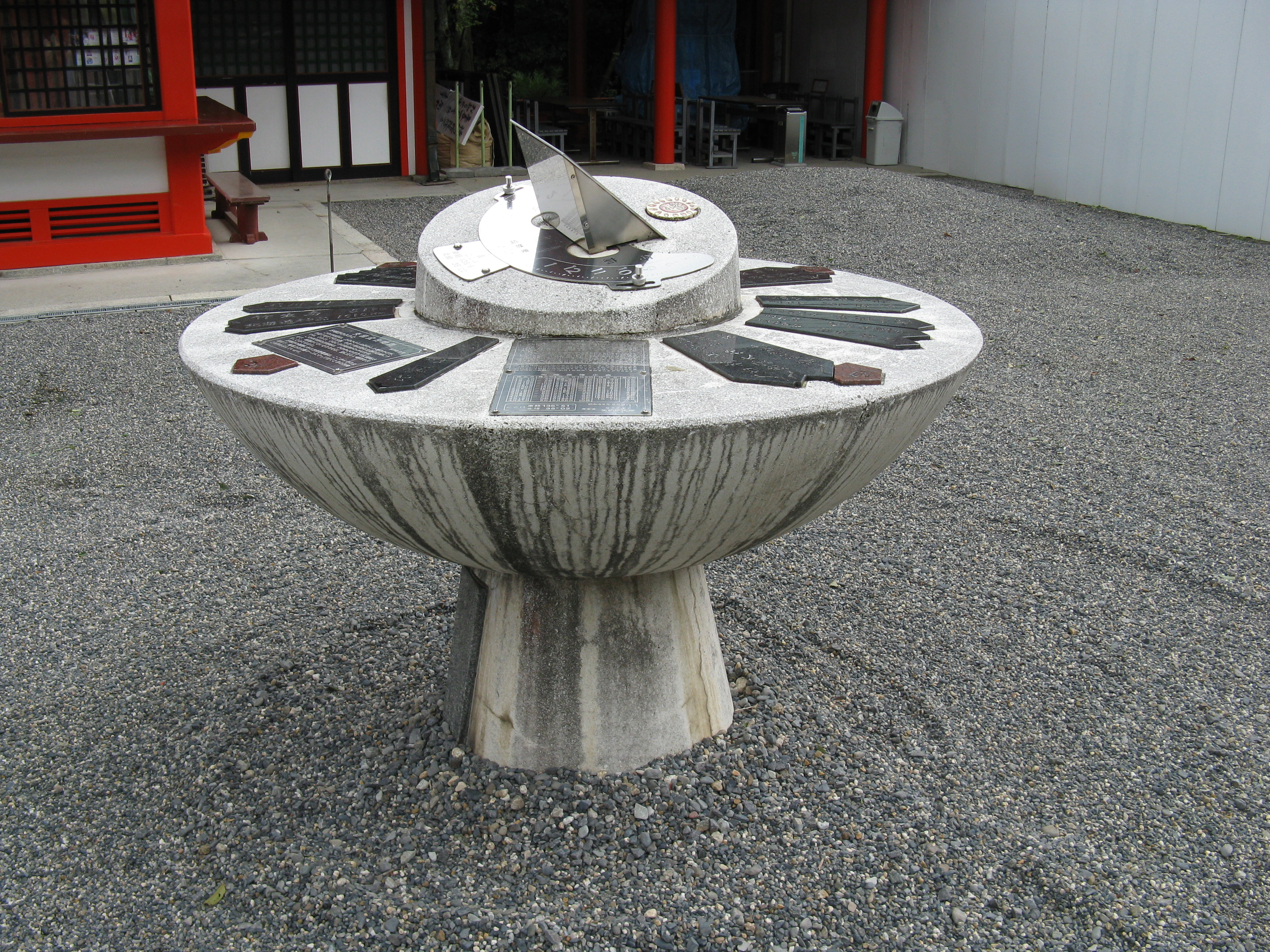
Hidokei I (日時計1)
Hidokei II (日時計2)

## 句碑、歌碑
近江神宮は13つの句碑、歌碑を境内に有している。
- （芭蕉 句碑）"から崎の松は花より朧にて".
- （天智天皇 御製）[6] "秋の田の刈穂の庵の苫をあらみわが衣手は露にぬれつゝ".
- （横井時常（第2代宮司）歌碑）"歳神は今帰らすか左義長の青竹はぜて高く燃え立つ".
- （平田貫一（初代宮司）歌碑）"比叡ヶ嶺に近く琵琶湖を目下に大神の辺に永世住まなむ".
- （香川進 歌碑）湖ほとに息づき比そめと波はいひは留けく可奈志と波はまたいふ".
- （山村金三郎 歌碑）"湖に音なき音を韻かせて比良ゆ流るる夕茜雲".
- （保田與重郎 歌碑）"さざなみのしがの山路の春にまよひひとり眺めし花盛りかな".
- （春日真木子 歌碑）"人間の智恵のはじめよひそひそと秘色の水に刻まあたらし".
- （伊藤香舟女 句碑）"楼門に湖脈打てる望の月".
- （桂樟蹊子 句碑）"漏刻の音とこしへに初日影".
- （高市黒人 歌碑）"楽浪乃国都美神乃浦佐備而荒有京見者悲毛".
- （柿本人麻呂 歌碑）"淡海乃海夕浪千鳥汝鳴者情毛思努爾古所念".
- （大友皇子御製 漢詩）[注 3] "皇皇明日月と光り 帝徳天地に載す 三才並に泰昌 万国臣義を表す".

## 祭祀

### 恒例祭典
| 1月  | 1日                | 歳旦祭、初日の出遙拝式                                      | 歳旦祭、初日の出遙拝式                                      |
| 1月  | 2日                | 日供始祭                                                    | 日供始祭                                                    |
| 1月  | 3日                | 元始祭                                                      | 元始祭                                                      |
| 1月  | 7日                | 昭和天皇祭遙拝式                                            | 昭和天皇祭遙拝式                                            |
| 1月  | 10日               | 天智天皇祭                                                  | 天智天皇祭                                                  |
| 1月  | 上中旬の土曜       | かるた名人位クイーン位決定戦                                | かるた名人位クイーン位決定戦                                |
| 1月  | 上中旬の日曜       | かるた祭                                                    | かるた祭                                                    |
| 1月  | 上中旬の日曜       | 高松宮記念杯歌かるた大会                                    | 高松宮記念杯歌かるた大会                                    |
| 1月  | 15日               | 古神札焼納祭                                                | 古神札焼納祭                                                |
| 2月  | 3日                | 節分祭                                                      | 節分祭                                                      |
| 2月  | 11日               | 紀元節祭                                                    | 紀元節祭                                                    |
| 2月  | 23日               | 律令祭                                                      | 律令祭                                                      |
| 3月  | 1日                | 勧学祭                                                      | 勧学祭                                                      |
| 3月  | 17日               | 祈年祭                                                      | 祈年祭                                                      |
| 3月  | 21日               | 皇霊祭遙拝式・皇霊祭（春分の日）                            | 皇霊祭遙拝式・皇霊祭（春分の日）                            |
| 4月  | 19日               | 宵宮祭                                                      | 宵宮祭                                                      |
| 4月  | 20日               | 例祭                                                        | 例祭                                                        |
| 4月  | 20日               | 近江まつり（4月20日の次の日曜日、20日が日曜日の場合は20日） | 近江まつり（4月20日の次の日曜日、20日が日曜日の場合は20日） |
| 4月  | 29日               | 昭和祭                                                      | 昭和祭                                                      |
| 5月  | 17日               | 崇福寺鎮魂供養祭                                            | 崇福寺鎮魂供養祭                                            |
| 6月  | 第1日曜            | 流鏑馬神事                                                  | 流鏑馬神事                                                  |
| 6月  | 9日                | 献茶祭                                                      | 献茶祭                                                      |
| 6月  | 10日               | 漏刻祭                                                      | 漏刻祭                                                      |
| 6月  | 12日               | 雷神祭                                                      | 雷神祭                                                      |
| 6月  | 第4日曜            | 献菓献煎茶祭                                                | 献菓献煎茶祭                                                |
| 6月  | 30日               | 饗宴祭                                                      | 饗宴祭                                                      |
| 6月  | 30日               | 大祓式                                                      | 大祓式                                                      |
| 7月  | 7日                | 燃水祭（7日が平日の場合は7日 土日曜日の場合は5日）          | 燃水祭（7日が平日の場合は7日 土日曜日の場合は5日）          |
| 7月  | 下旬の土日曜日     | 全国高等学校小倉百人一首かるた選手権大会                    | 全国高等学校小倉百人一首かるた選手権大会                    |
| 8月  | 24日               | 弘文天皇祭                                                  | 弘文天皇祭                                                  |
| 8月  | 下旬の日曜日       | 献書祭                                                      | 献書祭                                                      |
| 9月  |                    | 観月祭（旧8月15日）                                         | 観月祭（旧8月15日）                                         |
| 9月  | 敬老祭（敬老の日） |                                                             |                                                             |
| 10月 | 17日               | 神嘗奉祝祭                                                  | 神嘗奉祝祭                                                  |
| 11月 | 1日                | 菊花祭                                                      | 菊花祭                                                      |
| 11月 | 7日                | 御鎮座記念祭                                                | 御鎮座記念祭                                                |
| 12月 | 1日                | 初穂講大祭                                                  | 初穂講大祭                                                  |
| 12月 | 13日               | 門松立て（正月事始め）                                      | 門松立て（正月事始め）                                      |
| 12月 | 20日               | 煤払祭                                                      | 煤払祭                                                      |
| 12月 | 23日               | 天長節祭                                                    | 天長節祭                                                    |
| 12月 | 31日               | 除夜祭、大祓式                                              | 除夜祭、大祓式                                              |
| 毎月 | 1・10・20          | 月次祭                                                      | 月次祭                                                      |
| 毎月 | 1日                | 交通安全祈願祭                                              | 交通安全祈願祭                                              |
| 毎月 | 27日               | 鎮火祭                                                      | 鎮火祭                                                      |
| 毎月 | 28日               | 水難者慰霊祭                                                | 水難者慰霊祭                                                |

## 交通アクセス

### 鉄道
- 京阪電気鉄道石山坂本線 近江神宮前駅から北西へ0.6キロメートル。
- 西日本旅客鉄道（JR西日本）湖西線 大津京駅から北西へ1.1キロメートル。

### 自動車
- 西大津バイパス 近江神宮ランプから南へ1.1キロメートル。皇子山ランプから北へ1.7キロメートル。
- 滋賀県道558号高島大津線柳が崎交差点から滋賀県道30号下鴨大津線（神宮道）に入り西へ1キロメートル。

## 関連図書
- 安津素彦・梅田義彦 編・監修『神道辞典』神社新報社、1968年、14-15頁
- 白井永二・土岐昌訓 編『神社辞典』東京堂出版、1979年、63頁
- 菅田正昭『日本の神社を知る「事典」』日本文芸社、1989年、150頁
- 上山春平ほか『日本「神社」総覧』新人物往来社、1992年、158-159頁
- 『近江神宮－天智天皇と大津京』新人物往来社・別冊神社シリーズ、1991年